# Weekly Shōnen Sunday
Weekly Shōnen Sunday (週刊少年サンデー (Chu san thiếu niên "Chủ nhật") Shūkan Shōnen Sandē), xuất bản lần đầu vào ngày 5 tháng 4 năm 1959, là một tạp chí về shōnen manga do Shogakukan xuất bản hàng tuần tại Nhật Bản. Không giống như tiêu đề, tạp chí thường được phát hành vào mỗi thứ Tư hàng tuần.